# كوري بيرد
كوري بيرد (بالإنجليزية: Corey Baird)‏ (30 يناير 1996 في الولايات المتحدة - ) هو لاعب كرة قدم أمريكي في مركز الهجوم. لعب مع ريال سالت ليك.

## وصلات خارجية
- كوري بيرد على موقع الدوري الأمريكي (الإنجليزية)
- كوري بيرد على موقع قاعدة بيانات كرة القدم.إي يو (الإنجليزية)
- كوري بيرد على موقع ناشيونال فوتبول تيمز (الإنجليزية)
- كوري بيرد على موقع Soccerbase.com (لاعب) (الإنجليزية)
- كوري بيرد على موقع Soccerway.com (الإنجليزية)
- كوري بيرد على موقع عالم كرة القدم.نت (الإنجليزية)